# Margarita Percovich

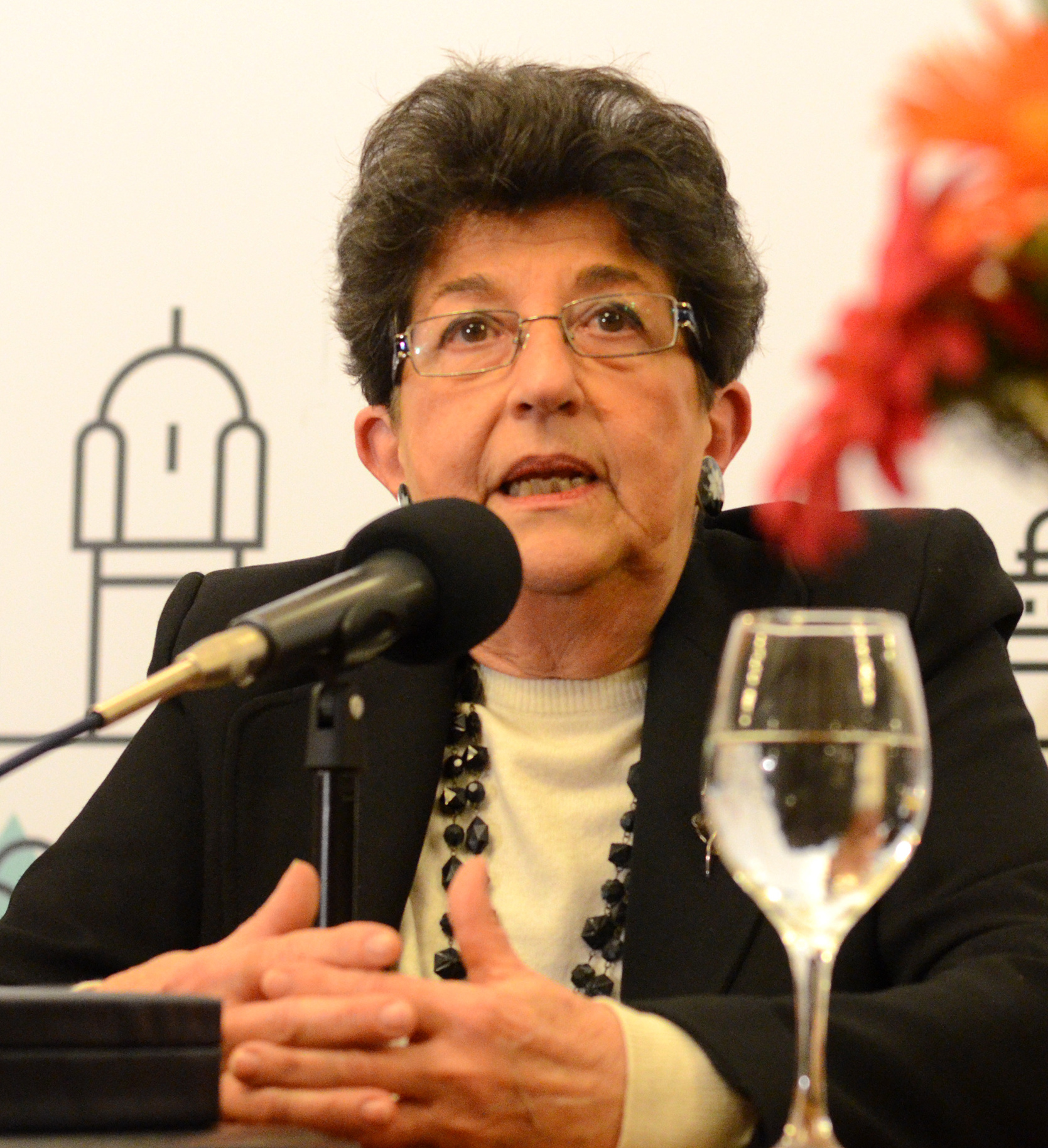
Margarita Percovich, 2016

Margarita Percovich (* 21. Januar 1941 in Montevideo) ist eine uruguayische Politikerin.

## Bildungsweg, Privates und sonstige Aktivitäten
Der Bildungsweg Percovichs führte nach dem Besuch des Colegio Santo Domingo und der sekundären Schulausbildung am Colegio Sacré Cœur schließlich über ein Philosophiestudium und die Belegung der Studiengänge Management und strategische Planung zu einer Spezialisierung im Bereich Politik aus der Geschlechterperspektive. Anschließend besuchte sie die Fakultät der Schönen Künste der Universidad de la República und war schließlich als Chefsekretärin tätig.
Die im montevideanischen Barrio Centro beheimatete, geschiedene Mutter der beiden Töchter Ximena (* 1970) und Florencia (* 1973) gehörte 1971 als Teil der Grupos de Acción Unificadora (GAU) zu den Mitbegründern der Frente Amplio und ist dort seit 1989 Mitglied des Parteiflügels Vertiente Artiguista (Lista 77). Während der Phase der Diktatur (1973–1985) war sie aktive Widerstandskämpfern. In der Endphase der zivil-militärischen Regierung gehörte sie 1984 dem Plenario de Mujeres del Uruguay (PLEMU) an, einer unabhängigen Frauenorganisation, die für Verwirklichung der Menschenrechte eintrat und als Nichtregierungsorganisation firmiert. Zudem war sie ab 1985 Mitbegründerin und Mitglied der Concertación Nacional de Mujeres del Uruguay. 1992 war sie an der Gründung des Red de Mujeres Políticas del Uruguay beteiligt. Zwei Jahre später gehörte sie ebenso zu den Wegbereitern des Red Género y Familia (RGFC).

## Politische Laufbahn
Ihre politische Laufbahn begann schließlich mit ihrer Wahl zur Abgeordneten im Jahre 1990. Jedoch verzichtete sie zugunsten einer Position in der ersten departamentalen Regierung von Montevideo, die in den Jahren 1990 bis 1995 von der Frente Amplio gebildet wurde, auf ihr Abgeordnetenmandat. Hier wurde sie sodann als Edil für die Wahlperiode 1995 bis 2000 wiedergewählt. In den Jahren 1991 und 1996 hatte sie im Departamento Montevideo die Funktion der Präsidentin der Junta Departamental inne.
Bei den Wahlen im Jahre 1999 wurde sie für die von 2000 bis 2005 dauernde Wahlperiode in die Cámara de Representantes gewählt. Dort wirkte sie im Jahr 2000 an der Gründung der Bancada Femenina de la Cámara de Diputados mit und hatte zudem im selben Jahr das Amt der Kammervizepräsidentin inne. In der Wahl vom 31. Oktober 2004 wurde ihr Abgeordnetenmandat als Vertreterin des Departamento Montevideo in der uruguayischen Abgeordnetenkammer von der Wählerschaft für eine zweite Legislaturperiode verlängert. Sie repräsentierte dort die Partido Encuentro Progresista-Frente Amplio-Nueva Mayoría.
Zudem übernahm sie als Nachrückerin für den fortan als Minister für Wohnungswesen, Raumordnung und Umwelt  tätigen Mariano Arana zwischen März 2005 und März 2010 ein Mandat im uruguayischen Senat. Percovich hat ein Gesetz zur landesweiten Zulassung von eingetragenen Partnerschaften in Uruguay initiiert, die seit 2008 erlaubt sind. Ihre Forderung zur Öffnung der Ehe für Homosexuelle wird vom Abgeordneten Sebastián Sabini weitergeführt.